# Braziliaans rugby sevensteam (mannen)
Het Braziliaans rugby sevensteam is een team van rugbyers dat Brazilië vertegenwoordigt in internationale wedstrijden.

## Wereldkampioenschappen
Brazilië heeft nog nooit aan een wereldkampioenschap deelgenomen.

## Olympische Zomerspelen
Brazilië mocht als gastland deelnemen aan de Olympische Zomerspelen 2016 en eindigde als laatste.
- OS 2016: 12e
- OS 2020: